# 萨马涅戈
萨马涅戈（西班牙語：Samaniego）是西班牙巴斯克自治区阿拉瓦省的一个市镇。总面积11km²，总人口308人（2001年），人口密度28人/km²。